# Racing club de Carpentras XIII du Comtat
Maillots
Actualités
Le Racing Club de Carpentras XIII et du Comtat ou RCCC XIII est un club de rugby à XIII français situé à Carpentras, dans le Vaucluse. L'équipe première du club évolue dans le championnat de France de rugby à XIII de deuxième division : l'Élite 2.
Au cours de son histoire, le palmarès du club est de plusieurs titres de champion de deuxième division (le dernier titre date de 2004) et une finale de Coupe de France en 1992.
L'équipe première est entraînée par Jérôme Alonso et Gaël Tallec. Elle évolue à domicile au Stade de la Roseraie.

## Histoire
Le club a été fondé en 1938, il fête en 2018 ses 80 ans d'existence.  Il a remporté trois fois le titre de champion de France en Élite 2 et a atteint une fois la finale de la Coupe de France. Le club est considéré par la littérature treiziste, comme un « petit » (club), un « sans grade » qui n'a jamais joué les utilités, car il a su « se forger une personnalité ». 
Après la libération, le club accède à la division nationale, et y occupe la moitié de tableau . Il remporte le championnat de rugby à XIII amateur en 1947 et en 1948, et deuxième division en 1949 et 1950.
Le club a formé beaucoup de joueurs devenus internationaux, et est réputé dans le milieu treiziste pour sa « politique de formation ».
On considère que l'apport de Didier Ouali, entraineur de l'équipe au début des années 2000, a été décisif dans la conquête du titre de Champion d’Élite 2 en 2001.
Au mois de juin 2019, un joueur du club nommé au XIII d'or dans la catégorie « Meilleur joueur d'Elite 2 », Anas Naji, est victime d'insulte à caractère raciste lors de la cérémonie.
Un de ses entraineurs, Jérome Alonso dira à l'occasion de cet incident : «  Notre club de Carpentras est régulièrement montré du doigt pour des problèmes de violence, ce qui est vrai, mais chose sur laquelle on travaille semaine après semaine pour s'en débarrasser. Dans beaucoup de stades, on se fait traiter de bande d'arabes. J'ai prévenu Momo Drizza, responsable des arbitres, que si cela se reproduisait ce week-end à Villegailhenc, on quittera le terrain, et on le fera ».
Le match auquel il est fait allusion est la demi-finale du Championnat Élite 2, jouée le 15 juin 2019, match qui sera effectivement interrompu à la suite d'incidents divers.

## Palmarès
| Championnat de France                                          | Coupe de France                          | Championnat de France de deuxième division                    |
| -------------------------------------------------------------- | ---------------------------------------- | ------------------------------------------------------------- |
| - Champion (0) : - Finaliste (0) : - Demi-finaliste (1) : 1988 | - Vainqueur (0) : - Finaliste (1) : 1992 | - Vainqueur (3) : 1983, 2001 et 2004. - Finaliste (1) : 2005. |

## Équipe 2018-2019
| Hugo    | BRAVO     |
| Alexis  | RODRIGUEZ |
| Ludovic | MOUTON    |
| Gilles  | GANZ      |
| Charles | TERRAGNO  |
| Dani    | DELIC     |
| Jordan  | RODRIGUEZ |
| Lionel  | COMTAT    |
| Zoran   | PESIC     |
| Maxime  | CICIRKO   |
| Jimmy   | HAVET     |
| Clément | BESSAC    |
| Maxime  | GROSSON   |
| Nebojsa | ZIVANOVIC |
| Hamza   | BIDA      |
| Issam   | AMMARI    |
| Hamza   | MOUADH    |
| Faouzi  | DJELLAL   |
| Kais    | EL ADHARI |
| Anas    | NAJI      |

## Joueurs emblématiques
On peut citer Alain Etienne, élu le joueur du mois par la revue Treize Magazine en 1998. La revue lui consacre d'ailleurs un poster. Il s'agit d'un ancien joueur de Roanne qui rejoint Carpentras, et se fait remarquer par ses talents de buteur, ce qui ne l'empêche pas d'être parmi les meilleurs marqueurs d'essais de son équipe.
- Jérôme Alonso
- Julien Molina
- Cyril Baudouin
- Guy Cardona
- Didier Comtat
- Didier Couston
- Justin Davant
- Bernard Gayé
- Joseph Guiraud
- Étienne Kaminski
- Lyes Ketthab
- John Maguire
- Garry McTeigue
- Franck Romano
- Jean-Marc Rocci
- Patrick Rocci
- Christian Scicchitano[8]
- Greg Sheridan
- Amar Tamghart
- Serge Titeux
- Bagdad Yaha

## Bilan du club toutes saisons et toutes compétitions confondues
| Année                                      | Année                                      | Saison régulière                                                              | Saison régulière                                                              | Saison régulière                                                              | Saison régulière                                                              | Saison régulière                                                              | Saison régulière                                                              | Saison régulière                                                              | Saison régulière                                                              | Phase finale                                                                  | Phase finale                                                                  | Phase finale                                                                  | Phase finale                                                                  | Phase finale                                                                  | Phase finale                                                                  | Phase finale                                                                  | Coupe                                                                         |
| Année                                      | Année                                      | Class.                                                                        | Points                                                                        | MJ                                                                            | V.                                                                            | N.                                                                            | D.                                                                            | Pp.                                                                           | Pc.                                                                           | Perf.                                                                         | MJ                                                                            | V.                                                                            | N.                                                                            | D.                                                                            | Pp.                                                                           | Pc.                                                                           | Performance                                                                   |
| Championnat de France de deuxième division | Championnat de France de deuxième division | Championnat de France de deuxième division                                    | Championnat de France de deuxième division                                    | Championnat de France de deuxième division                                    | Championnat de France de deuxième division                                    | Championnat de France de deuxième division                                    | Championnat de France de deuxième division                                    | Championnat de France de deuxième division                                    | Championnat de France de deuxième division                                    | Championnat de France de deuxième division                                    | Championnat de France de deuxième division                                    | Championnat de France de deuxième division                                    | Championnat de France de deuxième division                                    | Championnat de France de deuxième division                                    | Championnat de France de deuxième division                                    | Championnat de France de deuxième division                                    | Coupe de France                                                               |
| 2018                                       | 2018                                       | 6e                                                                            | 31                                                                            | 18                                                                            | 9                                                                             | 0                                                                             | 9                                                                             | 450                                                                           | 508                                                                           | Quart-de-finale                                                               | 1                                                                             | 0                                                                             | 0                                                                             | 1                                                                             | 18                                                                            | 46                                                                            | Seizième-de-finale                                                            |
| 2019                                       | 2019                                       | 3e                                                                            | 50                                                                            | 22                                                                            | 15                                                                            | 1                                                                             | 6                                                                             | 617                                                                           | 445                                                                           | Demi-finale                                                                   | 2                                                                             | 1                                                                             | 0                                                                             | 1                                                                             | 33                                                                            | 40                                                                            | Quart-de-finale                                                               |
| 2020                                       | 2020                                       | Éditions annulées et titres non décernés en raison de la pandémie de Covid-19 | Éditions annulées et titres non décernés en raison de la pandémie de Covid-19 | Éditions annulées et titres non décernés en raison de la pandémie de Covid-19 | Éditions annulées et titres non décernés en raison de la pandémie de Covid-19 | Éditions annulées et titres non décernés en raison de la pandémie de Covid-19 | Éditions annulées et titres non décernés en raison de la pandémie de Covid-19 | Éditions annulées et titres non décernés en raison de la pandémie de Covid-19 | Éditions annulées et titres non décernés en raison de la pandémie de Covid-19 | Éditions annulées et titres non décernés en raison de la pandémie de Covid-19 | Éditions annulées et titres non décernés en raison de la pandémie de Covid-19 | Éditions annulées et titres non décernés en raison de la pandémie de Covid-19 | Éditions annulées et titres non décernés en raison de la pandémie de Covid-19 | Éditions annulées et titres non décernés en raison de la pandémie de Covid-19 | Éditions annulées et titres non décernés en raison de la pandémie de Covid-19 | Éditions annulées et titres non décernés en raison de la pandémie de Covid-19 | Éditions annulées et titres non décernés en raison de la pandémie de Covid-19 |
| 2021                                       |                                            | Éditions annulées et titres non décernés en raison de la pandémie de Covid-19 | Éditions annulées et titres non décernés en raison de la pandémie de Covid-19 | Éditions annulées et titres non décernés en raison de la pandémie de Covid-19 | Éditions annulées et titres non décernés en raison de la pandémie de Covid-19 | Éditions annulées et titres non décernés en raison de la pandémie de Covid-19 | Éditions annulées et titres non décernés en raison de la pandémie de Covid-19 | Éditions annulées et titres non décernés en raison de la pandémie de Covid-19 | Éditions annulées et titres non décernés en raison de la pandémie de Covid-19 | Éditions annulées et titres non décernés en raison de la pandémie de Covid-19 | Éditions annulées et titres non décernés en raison de la pandémie de Covid-19 | Éditions annulées et titres non décernés en raison de la pandémie de Covid-19 | Éditions annulées et titres non décernés en raison de la pandémie de Covid-19 | Éditions annulées et titres non décernés en raison de la pandémie de Covid-19 | Éditions annulées et titres non décernés en raison de la pandémie de Covid-19 | Éditions annulées et titres non décernés en raison de la pandémie de Covid-19 | Éditions annulées et titres non décernés en raison de la pandémie de Covid-19 |
| 2022                                       | 2022                                       | 8e                                                                            | -                                                                             | 18                                                                            | 5                                                                             | 0                                                                             | 13                                                                            | -                                                                             | -                                                                             | Non qualifié                                                                  | 0                                                                             | 0                                                                             | 0                                                                             | 0                                                                             | 0                                                                             | 0                                                                             | Annulée                                                                       |
| 2023                                       | 2023                                       | 8e                                                                            | 14                                                                            | 16                                                                            | 2                                                                             | 0                                                                             | 14                                                                            | 318                                                                           | 485                                                                           | Non qualifié                                                                  | 0                                                                             | 0                                                                             | 0                                                                             | 0                                                                             | 0                                                                             | 0                                                                             | Huitième de finale                                                            |
| 2024                                       | 2024                                       | 4e                                                                            | 39                                                                            | 18                                                                            | 9                                                                             | 0                                                                             | 9                                                                             | 443                                                                           | 404                                                                           | Demi-finale                                                                   | 2                                                                             | 1                                                                             | 0                                                                             | 1                                                                             | 58                                                                            | 80                                                                            | 1er tour                                                                      |
| 2025                                       | 2025                                       | 4e                                                                            | 33                                                                            | 16                                                                            | 10                                                                            | 0                                                                             | 6                                                                             | 513                                                                           | 407                                                                           | Demi-finale                                                                   | 2                                                                             | 1                                                                             | 0                                                                             | 1                                                                             | 46                                                                            | 56                                                                            | Quart-de-finale                                                               |